# Чилійський ескудо
Чилійський ескудо (ісп. Escudo chileno) — грошова одиниця Чилі у 1960-1975.

## Історія
Ескудо запровадили 1 січня 1960 замість чилійського песо, замінивши його у співвідношенні 1000:1.
З січня 1960 року по січень 1962 було встановлено офіційний курс: 1,053 ескудо за 1 долар США. З 15 січня 1962 поряд з твердим офіційним курсом став використовуватися курс вільного ринку, у Вересні 1962 року він становив 1,89 ескудо за долар. З 1 жовтня 1962 твердий офіційний курс було скасовано, валютні операції здійснювалися за двома змінними курсами - банківським та брокерським. На кінець 1965 вони становили відповідно 3,47 і 4,22 ескудо за долар, на кінець 1970 року - 12,23 і 14,35 ескудо за долар.